# Bibliothèque numérique du Roman de la Rose
La Bibliothèque numérique du Roman de la Rose est un projet collaboratif des Bibliothèques Sheridan de l'Université Johns-Hopkins (Johns Hopkins University-JHU), et de la Bibliothèque nationale de France (BnF). La Bibliothèque numérique du Roman de la Rose a pour but de créer une bibliothèque virtuelle rassemblant tous les manuscrits contenant le poème du XIIIe siècle écrit par Guillaume de Loris et Jean de Meung, Le Roman de la Rose. Elle comprend actuellement des représentations numériques d’un peu plus de 140 manuscrits du Roman de la Rose. Cette collection a pour objectif de fournir à terme des substituts numériques de l'ensemble des 300 manuscrits existant encore aujourd'hui. Elle est ouverte gratuitement au public aux fins de recherche académique ou d’usage personnel.

## Historique
Le projet commença en 1996, lorsque Stephen G. Nichols, James M. Beall Professeur de français et Directeur du Département de langues et de littératures romanes à l'Université Johns-Hopkins, proposa au personnel de la bibliothèque Milton S. Eisenhower de faire numériser des manuscrits du « Roman de la Rose » à des fins pédagogiques. Grâce aux bourses de l'Ameritech Library Services, du Getty Grant Program, de la Fondation Samuel H. Kress et de la Fondation Gladys Krieble Delmas, la bibliothèque Eisenhower a créé le site web prototype appelé Roman de la Rose: Digital Surrogates of Medieval Manuscripts (en français : Roman de la Rose : copies numériques de manuscrits médiévaux). Ce site comprenait six manuscrits du Roman de la Rose, provenant de plusieurs bibliothèques des États-Unis et du Royaume-Uni. Des manuscrits du Walters Art Museum à Baltimore, de la Morgan Library à New York, du J. Paul Getty Museum à Los Angeles, et de la Bodleian Library à Oxford faisaient partie de cette bibliothèque numérique initiale. Ces différentes étapes dans la création de la bibliothèque numérique du Roman de la Rose sont résumées dans un discours du professeur Nichols le 31 mars 2010 à Paris, lors d’un colloque sur la numérisation du patrimoine écrit.
En 2007, la Bibliothèque nationale de France et la Bibliothèque numérique du Roman de la Rose se sont associées afin de numériser pour le site Internet tous les manuscrits du Roman de la Rose disponibles à Paris et dans les bibliothèques municipales et universitaires de France. Grâce au financement de la Fondation Andrew W. Mellon, ce partenariat permet de rendre accessible environ la moitié des 300 manuscrits connus du Roman de la Rose. Récemment, la Bibliothèque numérique du Roman de la Rose a ajouté à sa collection un manuscrit provenant d'une collection privée. Elle continue de contacter des institutions dans le monde entier pour augmenter sa collection.

## Caractéristiques techniques
Les pages numérisées des manuscrits peuvent être visualisées grâce à une animation Flash qui permet de tourner les pages, ou en naviguant d’image en image. Les chercheurs peuvent examiner une page dans son ensemble ou en zoomant pour augmenter le niveau de détails. La Bibliothèque numérique du Roman de la Rose ne fournit pas seulement des images, mais aussi un grand nombre de données qui alimentent la recherche. Beaucoup de manuscrits sont accompagnés de descriptions détaillées qui résument l’histoire du manuscrit, et en énumèrent les caractéristiques physiques telles que la reliure, la composition des cahiers, le matériau et la décoration. Des transcriptions intégrales existent pour quelques manuscrits, et beaucoup d’entre eux sont dotés de descriptions d’illustrations.
Il est souvent difficile de trouver la même section narrative lorsque l’on examine de multiples manuscrits puisque la longueur des lignes, le nombre des colonnes, et le nombre de lignes varient d’un manuscrit à l’autre. Pour contourner cette difficulté, les architectes du site ont créé un outil qui établit approximativement le début et la fin de chaque section narrative. Normalement, la marge d’erreur se situe entre une ou deux colonnes de texte. Notamment, cet outil permet aux utilisateurs du site de faire des études comparées entre plusieurs manuscrits et de déterminer, par exemple, si des scènes ont été ajoutées ou bien omises.